# Stochastyczne równanie różniczkowe

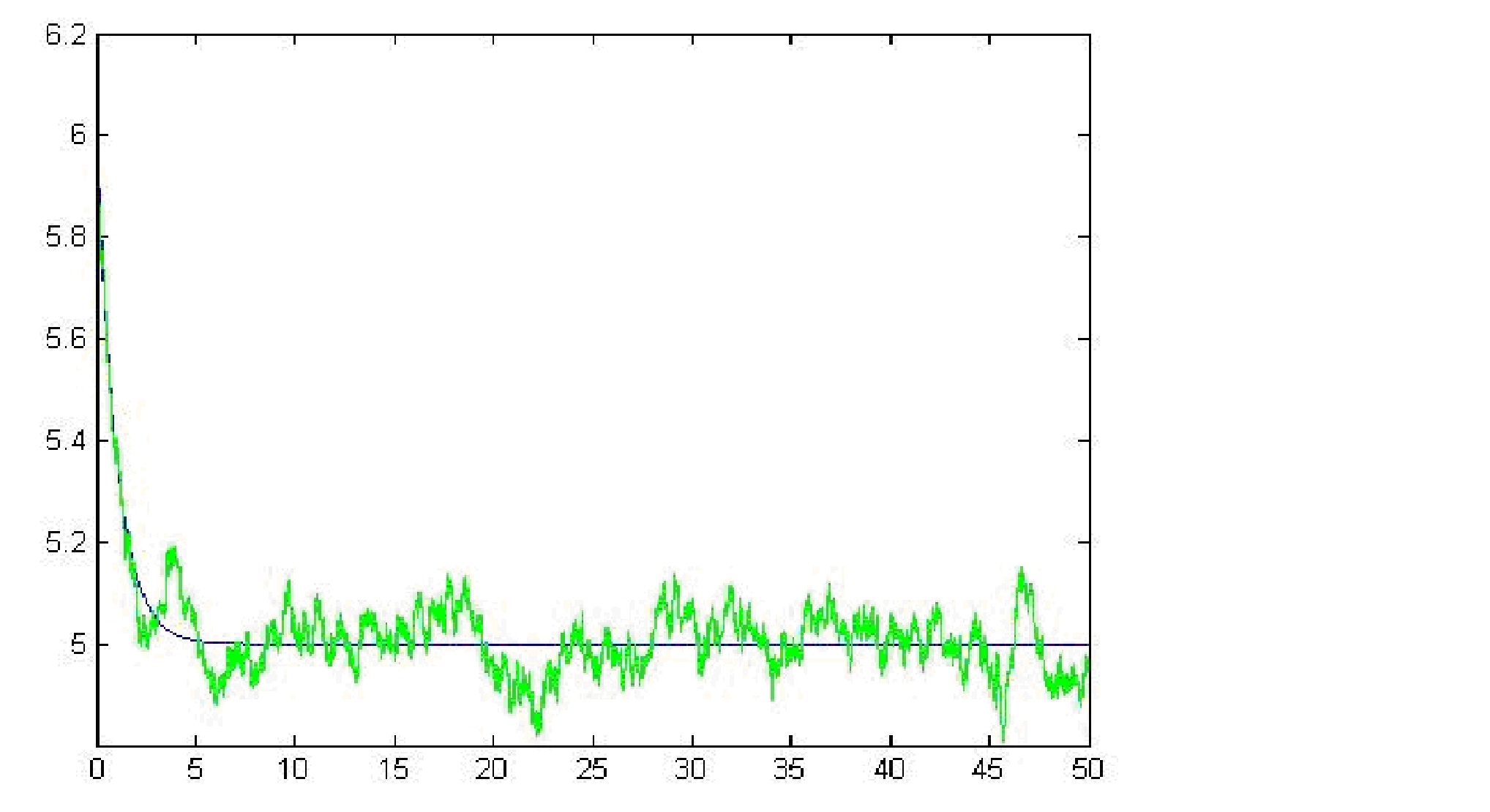
Ekspresja genów modelowana za pomocą stochastycznego równania różniczkowego (jedno z wielu możliwych rozwiązań - zielona krzywa) oraz rozwiązanie równania deterministycznego (czarna krzywa).

Rozwiązanie równania Fokkera-Plancka przedstawiające czasową zmianę gęstości prawdopodobieństwa, która rozszerza się z powodu losowych impulsów, doznawanych przez układ od otoczenia.

Stochastyczne równanie różniczkowe (SDE) to równanie różniczkowe, w którym co najmniej jeden z jego członów reprezentuje proces stochastyczny; dlatego rozwiązanie takiego równania również jest procesem stochastycznym. 
SDE mają wiele zastosowań w czystej matematyce, są także wykorzystywane do opisu różnych procesów stochastycznych, takich jak ceny akcji, losowe modele wzrostu, fluktuacje termiczne (np. ruchy cząstek materii w zawiesinie, zwane ruchami Browna) w układach fizycznych, proces ekspresji genów w komórkach organizmów.
SDE mają losową różniczkę. Różniczka ta reprezentuje np. losowy biały szum (który jest obliczany jako pochodna ruchu Browna) lub proces skokowy, np. procesy Lévy'ego lub semimartingalia ze skokami (por. martyngał). Losowe równania różniczkowe są sprzężone ze stochastycznymi równaniami różniczkowymi. 
Stochastyczne równania różniczkowe można również rozszerzyć na rozmaitości różniczkowe.
Rozwiązując równania stochastyczne wyznacza się możliwe losowe trajektorie układów czy zjawisk, podlegających procesom losowym. W odróżnieniu od nich równania różniczkowe niestochastyczne opisujące procesy losowe nie pozwalają wyznaczać trajektorii układów / zjawisk, ale funkcje gęstości prawdopodobieństwa tych procesów (a np. równanie Fokkera-Plancka pozwala znaleźć ewolucję czasową funkcji gęstości prawdopodobieństwa).

## Historia

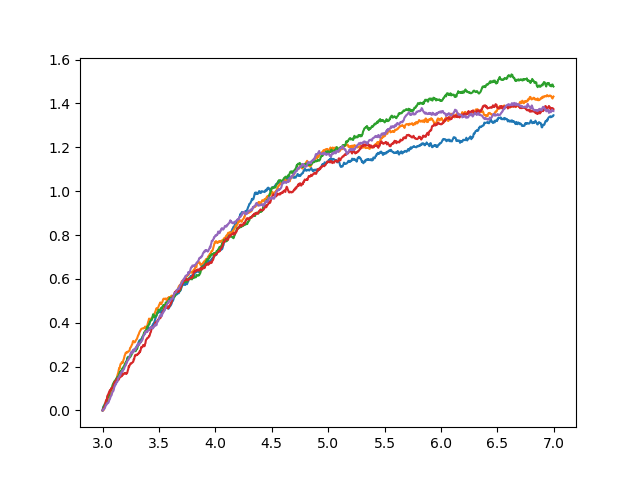
Pięć przykładowych rozwiązań stochastycznego równania różniczkowego opisującego proces Ornsteina-Uhlenbecka, znalezionych numerycznie za pomocą metody Eulera-Maruyamy. Każde rozwiązanie przedstawia możliwą, losowo przebiegającą trajektorią układu.

Louis Bachelier był pierwszą osobą, której przypisuje się modelowanie ruchów Browna w 1900 roku, poprzez podanie stochastycznego równania różniczkowego, znanego obecnie jako model Bacheliera. Stochastyczne równania różniczkowe znajdują się w pracach Alberta Einsteina i Mariana Smoluchowskiego z 1905 r., zawierających teoretyczne opisy ruchów Browna.  
Niektóre z tych pierwszych przykładów to liniowe stochastyczne równania różniczkowe, zwane również równaniami Langevina od nazwiska francuskiego fizyka  Paula Langevina, opisujące ruch oscylatora harmonicznego poddanego działaniu losowej siły. Matematyczna teoria stochastycznych równań różniczkowych została rozwinięta w latach 40. XX wieku dzięki przełomowej pracy japońskiego matematyka Kiyosi Itô, który wprowadził pojęcie całki stochastycznej i zapoczątkował badania nieliniowych stochastycznych równań różniczkowych. Inne podejście zostało później zaproponowane przez rosyjskiego fizyka Ruslana Stratonovicha, prowadząc do rachunku podobnego do zwykłego rachunku całkowego. 

## Rozwiązania numeryczne
Numeryczne metody rozwiązywania stochastycznych równań różniczkowych obejmują metodę Eulera-Maruyamy, metodę Milsteina i metodę Rungego-Kutty.